# Die Rettungsflieger
Die Rettungsflieger este un serial de televiziune German regizat din 1997 - 2007 de Studio Hamburg Filmproduktion, și difuzat de ZDF.
În serial este vorba de o echipă de piloți de elicopter din Hamburg , specializați în intervenții de urgență, chemați zilnic pentru a salva vieți omenești.